# Antennaria dioiciformis
Antennaria dioiciformis là một loài thực vật có hoa trong họ Cúc. Loài này được Kom. mô tả khoa học đầu tiên năm 1930.